# Musée Hoki
Musée Hoki (ホキ美術館, Hoki bijutsukan), est un musée consacré à la peinture réaliste. Il est situé à Chiba au Japon. La collection de plus de trois cents pièces contient des œuvres de Morimoto Sōsuke (森本草介) et Noda Hiroshi (野田弘志). Il est créé en 2010. Il a été construit par Nikken Sekkei.